# Corbère
Corbère (in catalano Corbera del Castell) è un comune francese di 651 abitanti situato nel dipartimento dei Pirenei Orientali nella regione dell'Occitania.
Appartiene al Cantone di La Vallée de la Têt.

## Geografia fisica

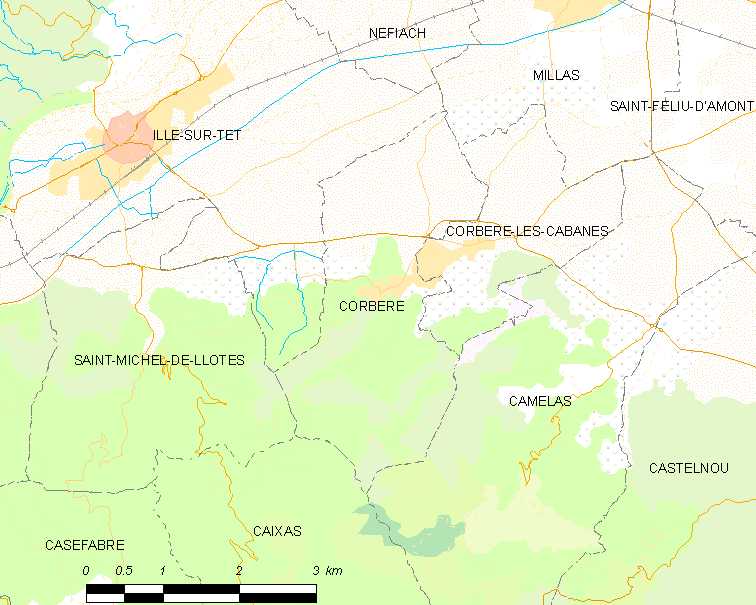
Situazione di Corbère

## Società

### Evoluzione demografica
Abitanti censiti